# Guyu
Guyu is een monotypisch geslacht van straalvinnige vissen uit de familie van de zaagbaarzen (Percichthyidae).

## Soort
- Guyu wujalwujalensis Pusey & Kennard, 2001